# Xylotrechus antilope
Xylotrechus antilope је врста инсекта из реда тврдокрилаца (Coleoptera) и породице стрижибуба. Сврстана је у поtпородицу Cerambycinae.

## Распрострањеност
Врста је распрострањена на подручју Европе, Кавказа, Јерменије, Ирана и северне Африке.

## Опис
Тело је браон до црне боје. Чело је са слабом пубесценцијом. Пронотум је са жутим предњим и базалним угловима, елитрони са жутим попречним штрафтама. Код рамена се налазе крате, косе, жуте штрафте. Између очију су два слабо видљива уздужна гребена (за разлику од врсте Xylotrechus arvicola, код које су доста израженији). Ноге су црвенкастожуте, а колена тамније боје. Антене су кратке и црвенкасте боје. Дужина тела је од 7 до 14 mm.
- Карактери за идентификацију
- пубесценција на пронотуму
- два гребена између очију

## Биологија
Животни циклус траје две године, ларве се развијају у мртвим стаблима и гранама. Адулти су активни од маја до августа и могу се срести на биљци домаћину, а повремено и на цвећу. Биљка домаћин је храст (Quercus sp.).

## Статус заштите
се налази на Европској црвеној листи сапроксилних тврдокрилаца, а у Србији је заштићена врста - налази се на Правилнику о проглашењу и заштити строго заштићених и заштићених дивљих врста биљака, животиња и гљива.